# Битва при Море
Битва при Море (венг. Móri ütközet) — одно из сражений зимней кампании войны за независимость Венгрии 1848—49 г.г., в ходе которого 30 декабря 1848 года австрийские имперские войска Елачича разгромили венгерский корпус Перцеля. Сражение произошло в 25 км к северо-западу от Секешфехервара. Поражение привело к оставлению правительством и армией венгерской столицы.
Венгерское военное руководство ожидало, что в конце 1848 года наступления австрийцев больше не будет, и что оно сможет провести всю зиму в организации армии и наборе новых войск. Но 14 декабря началось наступление имперских главных сил. Превосходящие по численности австрийцы прорвали венгерскую оборону в нескольких точках, и Дунайская армия начала отступление сначала к Дьёру, а затем к столице. Кошут попытался убедить Гёргея и других военачальников дать арьергардный бой. 30 декабря Перцель, командовавший левым флангом отступающей армии, получил письмо Кошута и, не согласовав свои предстоящие действия с Гёргеем, решил дать сражение противнику. Корпус Перцеля насчитывал около шести тысяч пятисот человек и 24 орудия. Позиция к северу от Мора была невыгодной, поскольку легкопроходимый лес мог облегчить австрийцам ее обход. Венгерский генерал не провел разведку перед боем и поэтому также не знал о силах противника.

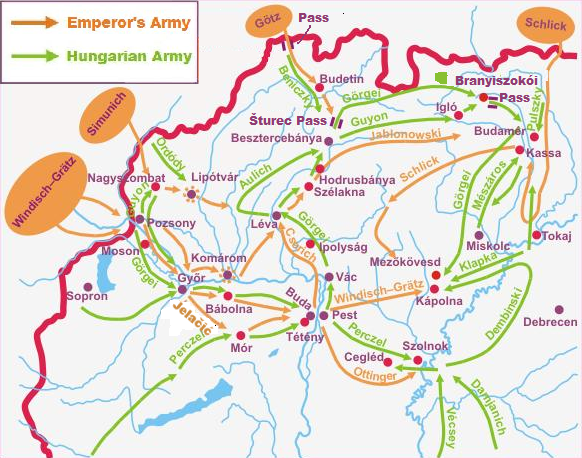
Зимняя кампания

Авангард корпуса Елачича был остановлен венгерской артиллерией, и венгерская пехота начала атаку, когда прибыла остальная часть австро-хорватского корпуса во главе с кавалерийской бригадой. Баланс сил, таким образом, существенно изменился, так как австрийская тяжелая кавалерия в три раза превосходила венгерских гусар. Мощная кавалерийская атака смяла неопытную венгерскую пехоту, которая бежала в лес. Гусары смогли сохранить часть артиллерии ценой больших потерь, и Перцелю удалось собрать свою рассеянную армию только в Секешфехерваре. Потери венгров составили около 2500 человек, большинство из которых попало в плен. Не менее пяти орудий также попали в руки противника.
Известие о «катастрофическом поражении» Перцеля привело к тому, что Гёргей снова отступил, опасаясь, что Елачич может окружить главные силы с юга. Дунайская армия должна была взять на себя прикрытие всех дорог, ведущих к Буде, а сделать это можно было только в непосредственной близости от города. В связи с грозившей столице опасности 31 декабря Палата представителей приняла решение о переводе парламента и правительства в Дебрецен.
Не прошло и трех недель после начала зимней кампании, как 5 января 1849 года Виндишгрец вошел в венгерскую столицу.